# Olympische Sommerspiele 2024/Teilnehmer (Madagaskar)
| Gelbes Symbol für Goldmedaillen mit stilisierten Olympischen Ringen | Graues Symbol für Silbermedaillen mit stilisierten Olympischen Ringen | Braundes Symbol für Bronzemedaillen mit stilisierten Olympischen Ringen |
| ------------------------------------------------------------------- | --------------------------------------------------------------------- | ----------------------------------------------------------------------- |
| —                                                                   | —                                                                     | —                                                                       |

Madagaskar nahm an den Olympischen Spielen 2024 vom 26. Juli bis zum 11. August 2024 in Paris mit 7 Athleten (3 Männer, 4 Frauen) teil. Es war die insgesamt 14. Teilnahme an Olympischen Sommerspielen.

## Teilnehmer nach Sportarten

### Gewichtheben
Als kontinentale Vertreterin Afrikas erhielt Rosina Randafiarison einen Startplatz für das Bantamgewicht der Frauen über die olympische Qualifikationsrangliste der IWF.
| Athleten             | Wettbewerb       | Reißen  | Reißen | Stoßen  | Stoßen | Zweikampf | Zweikampf | Rang |
| Athleten             | Wettbewerb       | Gewicht | Rang   | Gewicht | Rang   | Gewicht   | Rang      | Rang |
| -------------------- | ---------------- | ------- | ------ | ------- | ------ | --------- | --------- | ---- |
| Frauen               |                  |         |        |         |        |           |           |      |
| Rosina Randafiarison | Klasse bis 49 kg | 80 kg   | 10     | 100 kg  | 10     | 180 kg    | 10        | 10   |

### Judo
Über die IJF-Weltrangliste konnte sich eine Judoka aus Madagaskar im Mittelgewicht der Frauen qualifizieren.
| Athleten                     | Wettbewerb       | 1. Runde          | 1. Runde | 2. Runde      | 2. Runde      | Achtelfinale  | Achtelfinale  | Viertelfinale | Viertelfinale | Halbfinale / Trostrunde | Halbfinale / Trostrunde | Finale / Platz 3 | Finale / Platz 3 | Rang |
| Athleten                     | Wettbewerb       | Gegner            | Ergebnis | Gegner        | Ergebnis      | Gegner        | Ergebnis      | Gegner        | Ergebnis      | Gegner                  | Ergebnis                | Gegner           | Ergebnis         | Rang |
| ---------------------------- | ---------------- | ----------------- | -------- | ------------- | ------------- | ------------- | ------------- | ------------- | ------------- | ----------------------- | ----------------------- | ---------------- | ---------------- | ---- |
| Frauen                       |                  |                   |          |               |               |               |               |               |               |                         |                         |                  |                  |      |
| Aina Laura Rasoanaivo Razafy | Klasse bis 70 kg | K.-J. Yeats-Brown | 0:1      | ausgeschieden | ausgeschieden | ausgeschieden | ausgeschieden | ausgeschieden | ausgeschieden | ausgeschieden           | ausgeschieden           | ausgeschieden    | ausgeschieden    | 17   |

### Leichtathletik
Laufen und Gehen
| Athleten                | Wettbewerb   | Vorlauf | Vorlauf | Hoffnungslauf | Hoffnungslauf | Halbfinale    | Halbfinale    | Finale        | Finale        | Rang          |
| Athleten                | Wettbewerb   | Zeit    | Rang    | Zeit          | Rang          | Zeit          | Rang          | Zeit          | Rang          | Rang          |
| ----------------------- | ------------ | ------- | ------- | ------------- | ------------- | ------------- | ------------- | ------------- | ------------- | ------------- |
| Frauen                  |              |         |         |               |               |               |               |               |               |               |
| Sidonie Fiadanantsoa    | 100 m Hürden | 12,92 s | 5       | 13,12 s       | 6             | ausgeschieden | ausgeschieden | ausgeschieden | ausgeschieden | ausgeschieden |
| Männer                  |              |         |         |               |               |               |               |               |               |               |
| Rija Vatomanga Gardiner | 100 m        | 10,82 s | 6       | ausgeschieden | ausgeschieden | ausgeschieden | ausgeschieden | ausgeschieden | ausgeschieden | ausgeschieden |

### Schwimmen
| Athleten          | Wettbewerb    | Vorlauf     | Vorlauf | Halbfinale    | Halbfinale    | Finale        | Finale        | Rang |
| Athleten          | Wettbewerb    | Zeit        | Rang    | Zeit          | Rang          | Zeit          | Rang          | Rang |
| ----------------- | ------------- | ----------- | ------- | ------------- | ------------- | ------------- | ------------- | ---- |
| Frauen            |               |             |         |               |               |               |               |      |
| Antsa Rabejoana   | 50 m Freistil | 27,12 s     | 39      | ausgeschieden | ausgeschieden | ausgeschieden | ausgeschieden | 39   |
| Männer            |               |             |         |               |               |               |               |      |
| Jonathan Raharvel | 100 m Brust   | 1:05,20 min | 33      | ausgeschieden | ausgeschieden | ausgeschieden | ausgeschieden | 33   |

### Tischtennis
Beim afrikanischen Qualifikationsturnier in Kigali erspielte sich Fabio Rakotoarimanana einen Startplatz für den Wettbewerb im Einzel der Männer. Damit war Madagaskar erstmals bei Olympischen Spielen im Tischtennis vertreten.
| Athleten              | Wettbewerb | 1. Runde | 1. Runde | 2. Runde | 2. Runde | 3. Runde      | 3. Runde      | Achtelfinale  | Achtelfinale  | Viertelfinale | Viertelfinale | Halbfinale    | Halbfinale    | Finale / Platz 3 | Finale / Platz 3 | Rang |
| Athleten              | Wettbewerb | Gegner   | Erg.     | Gegner   | Erg.     | Gegner        | Erg.          | Gegner        | Erg.          | Gegner        | Erg.          | Gegner        | Erg.          | Gegner           | Erg.             | Rang |
| --------------------- | ---------- | -------- | -------- | -------- | -------- | ------------- | ------------- | ------------- | ------------- | ------------- | ------------- | ------------- | ------------- | ---------------- | ---------------- | ---- |
| Männer                |            |          |          |          |          |               |               |               |               |               |               |               |               |                  |                  |      |
| Fabio Rakotoarimanana | Einzel     | Freilos  | Freilos  | O. Assar | 1:4      | ausgeschieden | ausgeschieden | ausgeschieden | ausgeschieden | ausgeschieden | ausgeschieden | ausgeschieden | ausgeschieden | ausgeschieden    | ausgeschieden    | 33   |